# Омс-и-Понса, Игнаси
Игнаси Омс-и-Понса (исп. Ignasi Oms i Ponsa; 1863, Манреса — 1914, Барселона) — каталонский архитектор, который считается одним из самых выдающихся представителей модернизма в Манресе, где в течение долгого времени работал в качестве архитектора. В городе до сих пор сохранилось очень много зданий, построенных под его руководством.
В шестнадцать лет поступил в школу архитектуры, где он изучал теорию искусства под руководством Э. Рожента в течение трех лет. Вместе с Льюи́сом Доменек-и-Монтанер работал на Всемирной выставке в Барселоне (1888). После получения квалификации 19 августа 1890 года, был назначен городским архитектором и начальником пожарной службы города Манреса и занимал эту должность с 1892 по 1914 год. Как городской архитектор был автором многих зданий и планирования инфраструктуры в 1913 году. Его ранние работы можно отнести к эклектизму, но после посещения Всемирной выставки в Париже в 1900 году в его архитектуре стал проявляться модернизм.

## Здания, построенные по проекту архитектора в Манресе

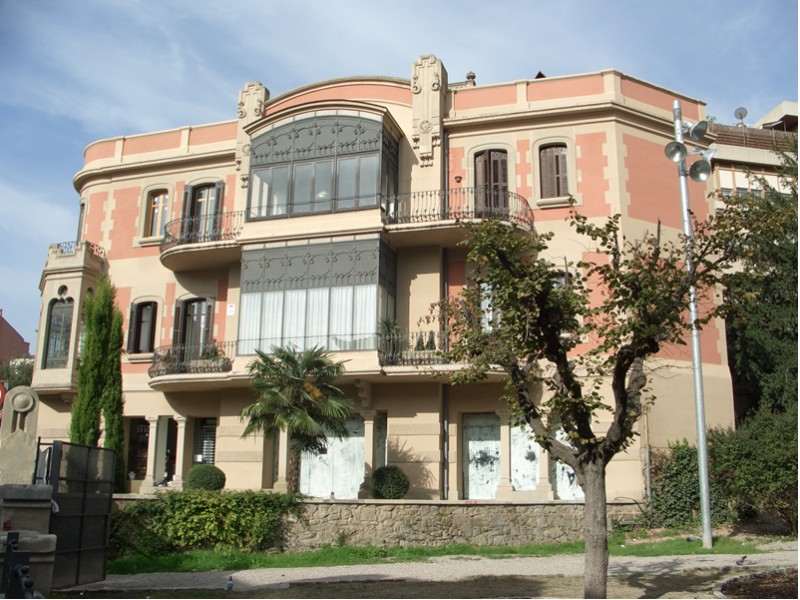
Дом Торра
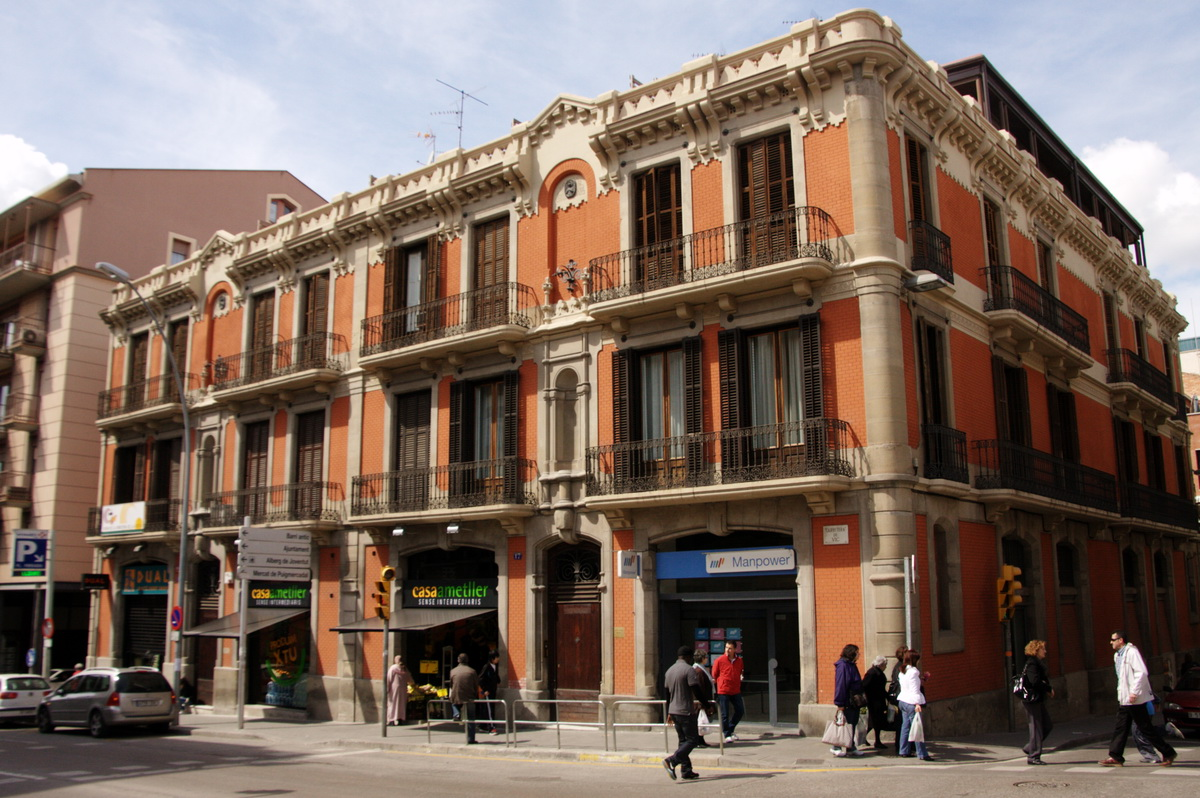
Дом Арменьё
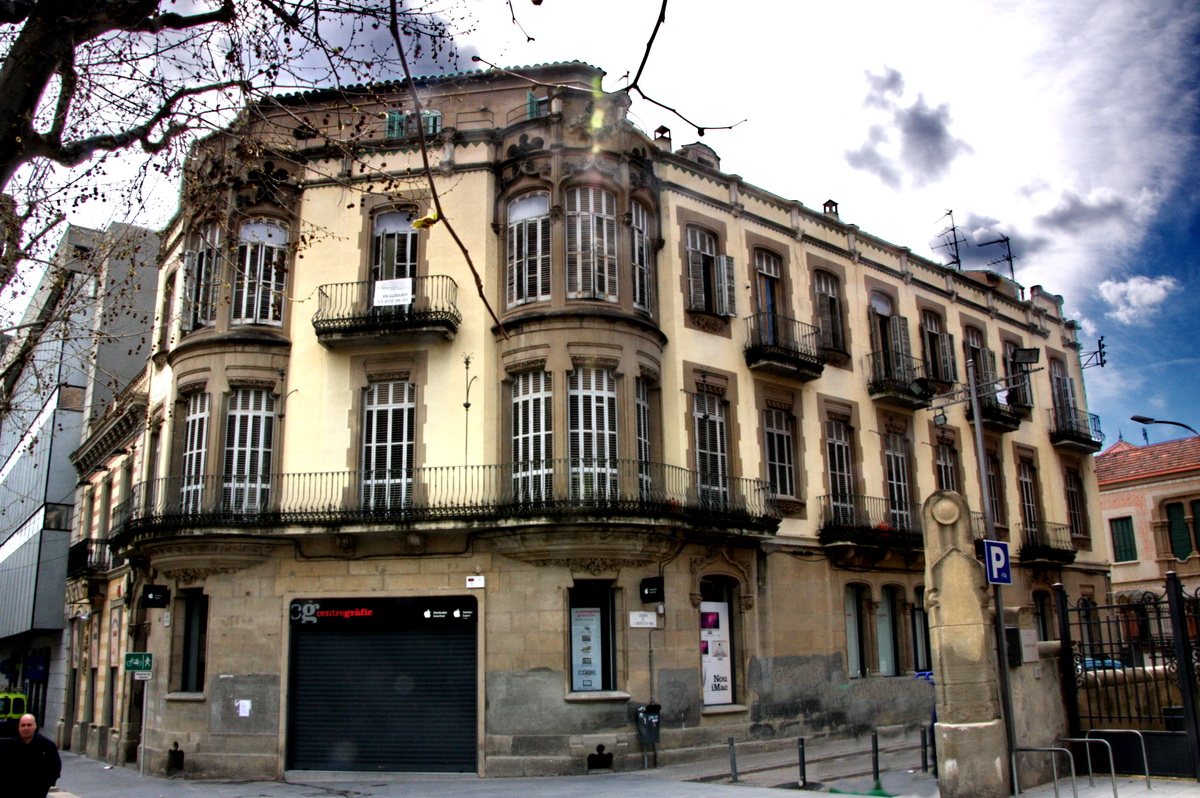
Дом Деван
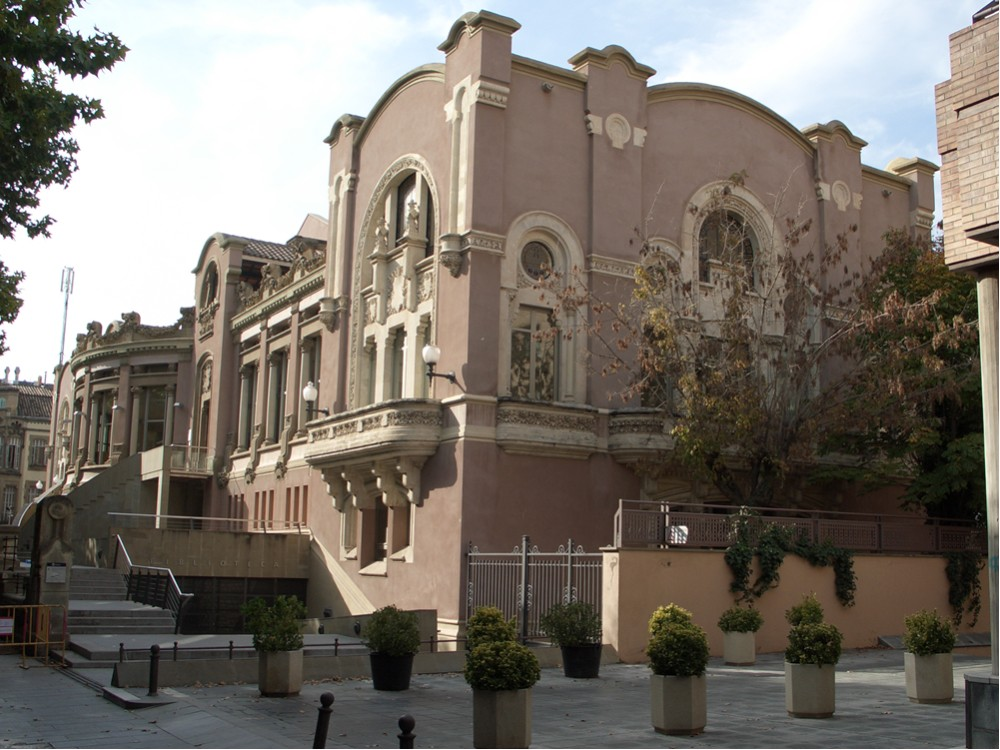
Казино Манресы